# Tor Graves
Tor Graves, född den 26 mars 1972 i Nakhon Pathom är en thailändsk racerförare.